# غريغ مارتينيز
غريغ مارتينيز (بالإنجليزية: Greg Martinez)‏ هو لاعب كرة قاعدة أمريكي، ولد في 27 يناير 1972 في وادي لاس فيغاس في الولايات المتحدة.

## وصلات خارجية
- غريغ مارتينيز على موقعبيزبول رفرنس.كوم (الدوري الرئيسي) (الإنجليزية)
- غريغ مارتينيز على موقعبيزبول رفرنس.كوم (الدوري الثانوي) (الإنجليزية)